# Георги Каранейчев
Георги Каранейчев (роден на 9 юни 1988 г.) е български футболист-защитник. Понастоящем играч на Дачия (Кишинев).

## Кариера
Каранейчев започва да играе футбол в Траяна (Стара Загора). След това преминава в „Хеброс“, „Чавдар“ (Бяла Слатина) и „Свиленград 1921“.
На 8 ноември 2008 прави своя дебют за Локомотив (Мездра) срещу Локомотив (Пловдив) в 12 кръг на А група. Няколко дни по-късно прави своя дебют и за България U21 в приятелския мач срещу „Румъния U21“.